# Simyra sincera
Simyra sincera là một loài bướm đêm trong họ Noctuidae.